# 赤門 (東京大學)

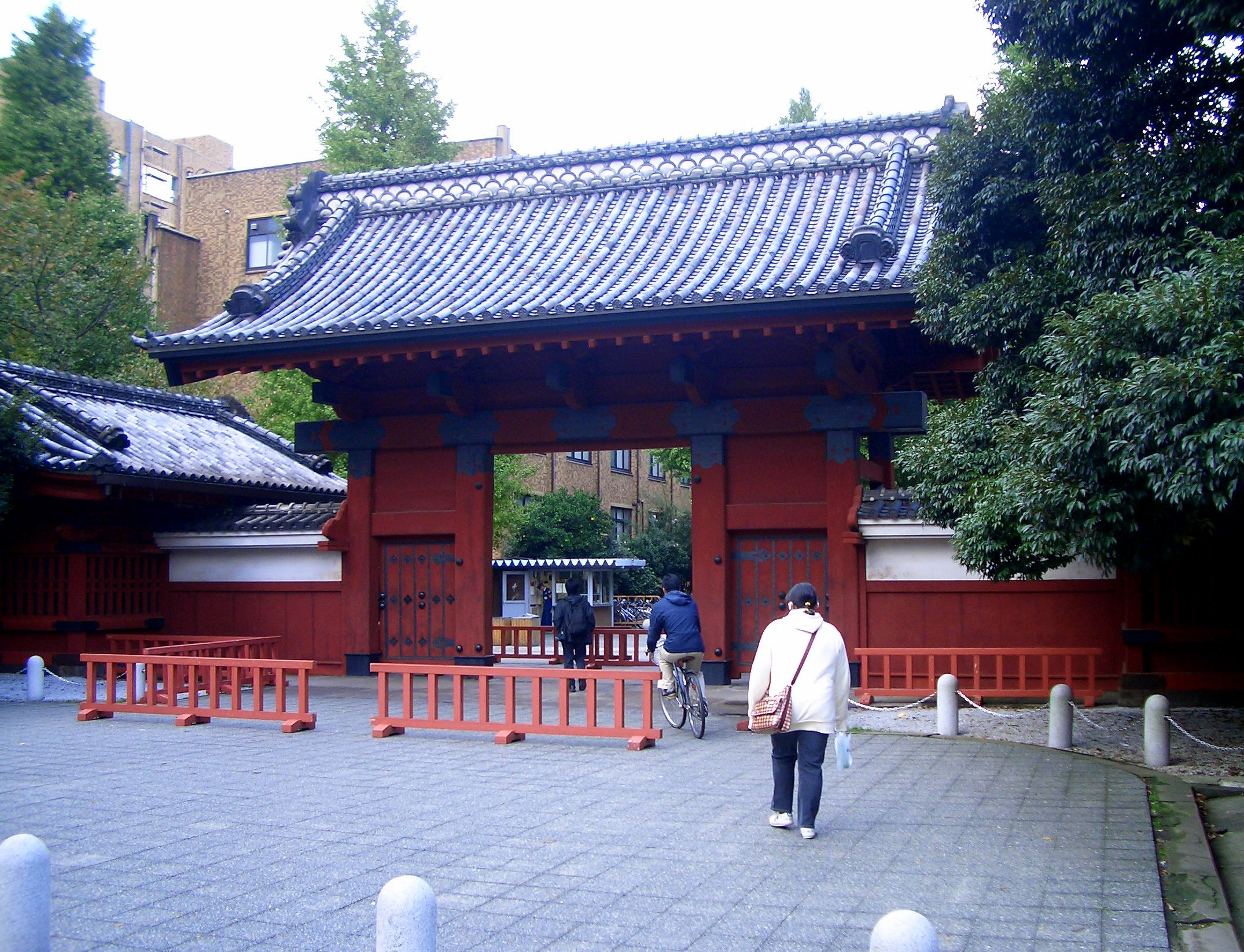
東京大學赤門，位於東京都文京區本鄉7-3-1。

赤門是日本東京大學本鄉校區在本鄉通側的一個大門，原為加賀藩的御守殿門，「赤門」為御守殿門的俗稱，此乃因為御守殿門皆漆為朱紅色之故。依古代日本習俗，御守殿門一旦受災損毀便不能重建，而東京大學的赤門是唯一留存下來的御守殿門，已经有百年以上的歷史，殊為難得，因此曾被日本政府列為國寶，現則指定為重要文化財。赤門也是東京大學的代表性象徵之一，後被假借為東京大學的代稱，也因而常被誤以為是東京大學的正門，但其實東京大學的正門另在不遠處。

## 历史
東京大學的赤門建於文政十年（1827年），為加賀藩第13代藩主前田齊泰迎娶第11代將軍德川家齊的第21女－溶姬時所建，作為加賀藩在江戶的上屋敷的御守殿門。明治維新後的明治九年（1876年），東京醫學校自下谷和泉橋通遷至本鄉，於是此御守殿門成為東京醫學校的大門。翌年東京醫學校與東京開成學校合併成立東京大學，赤門遂成為東京大學醫學部的大門，一直到明治十七年（1884年）其他學部也遷至本鄉為止。
赤門在建築樣式上屬於藥醫門，中央有一扇大門，大門兩側各有一扇小門，屋頂樣式屬於切妻造(懸山頂)。門主體的兩側建有唐破風造樣式的番所（警衛室），現在已無作用，僅作為古蹟保存，而且通常不開放進入參觀。現今通過赤門後為稱作「赤門總合研究棟」的研究大樓以及經濟學部、教育學部的樓舍。

## 外部連結
- http://www.u-tokyo.ac.jp/campusmap/cam01_08_02_j.html （页面存档备份，存于）
- http://www.aalab.com/cg/cgamt01j.htm （页面存档备份，存于）